# Maria da Glória af Orléans og Bragança
Maria da Glória de Orleans-Braganza, hertuginde af Segorbe (portugisisk: Dona Maria da Glória Henriqueta Dolores Lúcia Miguela Rafaela Gabriela Gonzaga de Orléans e Bragança e Bourbon, princesa de Orléans e Bragança, duquesa de Segorbe, condesa de Rivadavia, spansk: María de la Gloria de Orleans-Braganza y Borbón-Dos Sicilias, duquesa de Segorbe) (født 13. december 1946 i Petrópolis, ved Rio de Janeiro i Brasilien) er en brasiliansk født prinsesse, der blev titulær jugoslavisk kronprinsesse, og som senere blev titulær spansk hertuginde.  
Hun er tipoldedatter af kejser Pedro 2. af Brasilien og tiptipoldedatter af kong Ludvig-Filip af Frankrig. Hun er kusine til kong Juan Carlos af Spanien.

## Første ægteskab
I 1972 giftede Maria da Glória  sig med Alexander af Jugoslavien (født 1945). Før monarkiet blcv afskaffet i slutningen af 1945, havde han kortvarigt været kronprins. I kraft af dette ægteskab blev Maria da Glória titulær jugoslavisk kronprinsesse. Parret blev skilt i 1985.
Maria og  Alexander fik tre sønner:
- Peter, arveprins af Jugoslavien (født 1980).
- Filip Karađorđević af Jugoslavien (født 1982), tvilling, far til prins Stefan (født 2018).
- Aleksandar Karađorđević af Jugoslavien (født 1982), tvilling.

## Andet ægteskab
I 1985 giftede Maria da Glória sig med den spanske adelsmand Ignacio de Medina y Fernández de Córdoba, der har flere adelige titler, bl.a. er han den 19. hertug af Segorbe.
Parret har to døtre.

## Forfædre
Maria da Glória er tipoldedatter af Ludvig Karl af Orléans, hertug af Nemours, Pedro 2. af Brasilien, Ferdinand 2. af Begge Sicilier, Ferdinand Filip af Orléans, hertug af Chartres, Helene af Mecklenburg-Schwerin og Antoine, hertug af Montpensier.    
Hun er desuden tiptipoldedatter af Ludvig-Filip af Frankrig, Pedro 1. af Brasilien, Maria Leopoldina af Østrig, Frans 1. af Begge Sicilier, Karl af Østrig (1771-1847), Leopold 2. af Toscana, Maria Antonia af Begge Sicilier (1814–1898), Frederik Ludvig af Mecklenburg-Schwerin og Ferdinand 7. af Spanien.  

## Weblinks
- The Royal Family of Serbia – den serbiske kongefamilies officielle hjemmeside (engelsk)